# 普門站 (慶尚北道)
普門站（：／ Bomun yeok */?）曾为韩国铁路庆北线上的一个车站，位于庆尚北道醴泉郡普門面，目前已废止。

## 历史
- 1966年10月11日，落成使用[1]。
- 2001年7月1日，停止使用。